# Mesmont, Ardennes

Mesmont este o comună în departamentul Ardennes din nordul Franței. În 1 ianuarie 2022 avea o populație de 91 de locuitori.